# Kiš

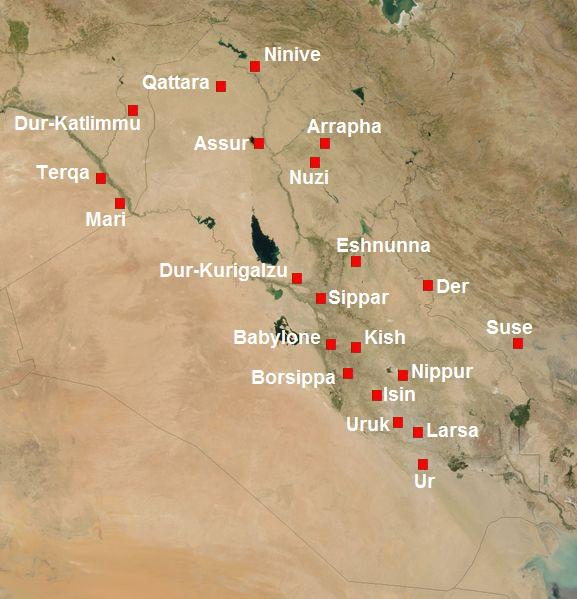
Kiš in Mesopotamien

Kiš oder Kisch (englisch transkribiert auch Kish; arabisch Tall al-Uhaymir, auch el-Oheimir) war eine Stadt in Mesopotamien im Überschwemmungsgebiet des Euphrat und in der Nähe des Tigris im heutigen Zentral-Irak, 13 Kilometer östlich von Babylon und etwa 80 Kilometer südlich von Bagdad gelegen.
Sie existierte von etwa 3000 v. Chr. mit Teilbesiedlung bis 1335 n. Chr. Kiš war laut der Tradition der sumerischen Königsliste das erste Königreich im Zweistromland und entstand direkt nach der Flut. Die Lage in der Verengung zwischen Euphrat und Tigris hat wohl zum schnellen Aufschwung der Stadt beigetragen. Die Könige von Kiš galten immer als von den Göttern legitimiert, weswegen der Titel, „König von Kiš“ sehr beliebt bei verschiedenen Herrschern war. Kiš war der Ausgangspunkt für die Herrschaftsphase der Akkader und die meiste Zeit ein Mitstreiter von Babylon.
Die Ruine von Kiš besteht aus über 40 Ansiedlungen in einem Umkreis von etwa acht Kilometer, wobei die wichtigsten beiden Orte Uhaimir und Ingharra gewesen sein dürften.

## Erforschungsgeschichte

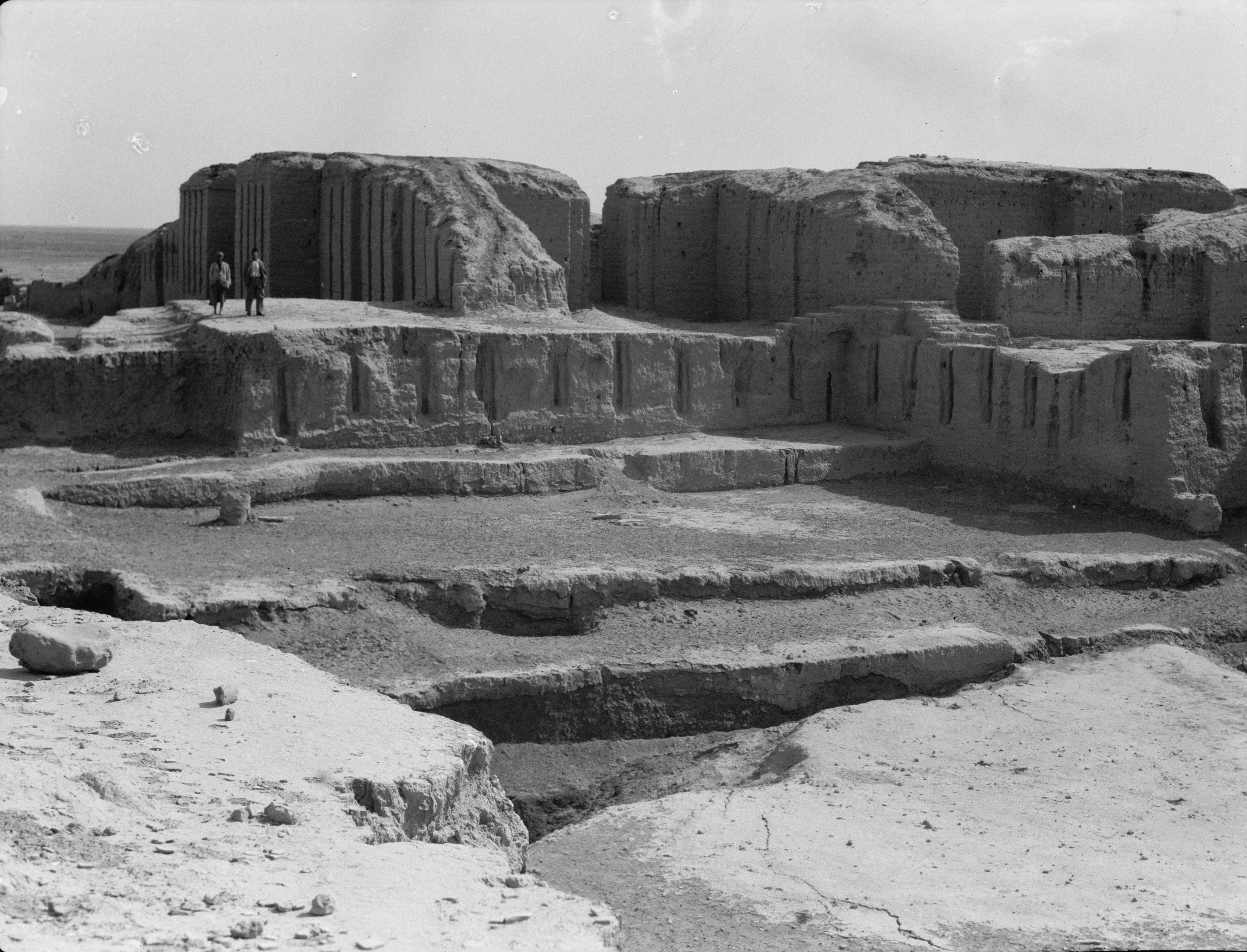
Ruinen von Kish, unmittelbar nach der Ausgrabung. Babel Governorate, Iraq.

Erste Erwähnungen der Ruinenstätte von Kiš kamen von Claudius James Rich im Jahre 1811, als er von den Ruinen von Babylon nach Bagdad fuhr. Weitere kurze Notizen folgten von James Silk Buckingham 1816. und Robert Ker Porter 1818.
Die ersten Besucher vermuteten, hier die Mauern oder wenigstens befestigte Ausläufer der nahe gelegenen Ruinen von Babylon gefunden zu haben. Erst Austen Henry Layard erkannte die wahre Bedeutung der Ruinen, als er diese während seiner Babylonausgrabung 1850 besuchte.
Die erste Ausgrabung fand im Jahre 1852 durch Fulgence Fresnel und Jules Oppert statt. Sie kannten die Publikation von Layard noch nicht, da diese noch nicht erschienen war, und vermuteten auch, einen äußeren Teil von Babylon, Kutha vor sich zu haben. Tragischerweise gingen alle damaligen Funde bei einem Schiffbruch auf dem Tigris verloren, als diese nach Basrah gefahren werden sollten.
Die nächste organisierte Ausgrabung fand unter Henri de Genouillac 1912 statt. Zwischenzeitlich hatten verschiedene Wissenschaftler wie Friedrich Delitzsch, Fritz Hommel und Hermann Volrath Hilprecht die Vermutung geäußert, dass diese Ruinenstadt kein Außenbereich von Babylon sei, sondern mit der Stadt Kiš identisch sein könnte. Diese Grabungen mussten mit Ausbruch des Ersten Weltkrieges unterbrochen werden.
1923 fand die größte Ausgrabung in Kiš statt. Das sogenannte Oxford Field Museum Survey unter der Leitung von Ernest J. H. Mackay und Stephen Herbert Langdon. Elf Kampagnen lang wurden die Ruinen von Kiš ausgegraben. Durch verschiedene Probleme bei der Dokumentation und Aufbewahrung der Funde mussten jedoch zwischen 1962 und 1965 die Befunde selber wieder rekonstruiert und aufgearbeitet werden und waren bis dahin nicht wirklich aufschlussreich.
Die aktuellste Grabung in Kiš fand in drei Kampagnen zwischen 1988 und 2001 statt unter der Leitung von Ken Matsumoto von der Kokushikan Universität Japan.
Die Ausgrabungsfunde belegen einen Friedhof, eine Zikkurat, die zu Ehren des Staatsgottes Zababa um 2500 v. Chr. erbaut wurde und einen Tempel aus dem 6. Jahrhundert v. Chr., der vermutlich der sumerischen Göttin Inanna gewidmet war. Der Bau des Tempels wird mit Nebukadnezar II. in Zusammenhang gebracht. Herausragendstes Monument für die frühe Epoche ist vor allem der Königspalast, möglicherweise des ersten historisch gesicherten sumerischen Herrschers Mesilim (ED II).

## Geschichte

### Gemdet-Nasr-Zeit 3000–2800 v. Chr.
Erste Besiedlungen fand in der Ǧemdet-Nasr-Zeit statt. Es zeichneten sich zwei Hauptbesiedlungspunkte ab, die schnell wuchsen.

### Frühdynastische Zeit 2900/2800–2340 v. Chr.
Mit dem Beginn der frühdynastischen Zeit begann die Blütezeit von Kisch. Das erste sumerische Königtum wurde in Kisch ausgerufen. Kisch war laut der sumerischen Königsliste das erste Königtum nach der Flut. Sich König von Kisch nennen zu können, war bis in die neubabylonische Zeit eine besondere Auszeichnung, die viele Herrscher für sich in Anspruch nahmen. In der zweiten Phase der frühdynastischen Zeit wurden die berühmten Wagengräber von Kish angelegt und zeigten den Wohlstand, den das einfache Volk hatte. Aber schon vor dem Ende der dritten Phase der frühdynastischen Zeit ging der Ruhm von Kisch zuneige und die Macht der echten Könige von Kisch würde nie wieder so groß werden.

### Akkad-Zeit 2340–2200 v. Chr.
Die Zeit der archaischen Dynastien endete mit der Vereinigung der Stadtstaaten durch Sargon von Akkad. Er kam aus Kiš und obwohl seine Residenz in Akkad lag, wird Kiš zu einer Provinzhauptstadt im akkadischen Reich.

### Ur-III-Zeit 2340–2000 v. Chr.
Kisch wurde in der Ur-III-Zeit eine Provinzstadt von Ur.

### Isin – Larsa Zeit 2000–1800 v. Chr.
Nach dem Fall von Ur wurde Kiš Isin unterworfen, bevor es seine Autonomie für einige Zeit wieder aufnahm.
Kurz danach wurde es von König Mananana unterworfen, der die amurritische Manana Dynastie in Kiš gründete. Ende des 19. Jahrhunderts v. Chr. beendete Sumulael von Babylon das Treiben vor den Toren Babylons und unterwarf die Stadt Kiš dem babylonischen Reich.

### Altbabylonische Zeit 1800–1595 v. Chr.
In Altbabylonischer Zeit versank Kiš in der Unbedeutenheit einer mittleren Siedlung. Dennoch wurden einzelne Arbeiten an den Bauwerken ausgeführt.
Hammurabi reparierte die Zikkurat und den Tempel der Zababa und der Ishtar als Tribut an seine amurritischen Vorfahren.
Samsuiluna erweiterte den Hof der Zikkurat und baute eine Mauer an die Ufer des Euphrat.

### Neubabylonische Zeit 1025–627 v. Chr.
In der Neu-Assyrischen und Neu-Babylonischen Zeit wurde Kiš oft erwähnt, als Zankapfel im Grenzgebiet zwischen Assur und Babylon. Kiš blieb aber dennoch nur eine Stadt unter vielen. Es wurden kleinere Reparaturen an der Zikkurat durchgeführt.
In einer Inschrift im Tempel von Hursagkalama wird die Stadt Kiš als eine von mehreren durch Tiglatpileser III eroberten Städte genannt.

### Spätbabylonische Zeit 626–539 v. Chr.
Kiš stand im Krieg zwischen Sannherib und Marduk-Apla-Idina II als Partner Babylon zur Seite und die berühmte Schlacht wurde in der Ebene von Kisch ausgefochten. Als das assyrische Heer anrückte, besagt eine Inschrift, dass die Götter von Kisch nach Babylon gebracht wurden. Die anschließende Schlacht verlor Babylon jedoch und aus Wut über die Ermordung seines Sohnes ließ Sennherib die Stadt Babylon schleifen und den Euphrat umleiten, so dass die Stadt durch den Euphrat überflutet wurde.

### Achämeniden-Zeit 539–330 v. Chr.
Nach den Achämeniden-Herrschern wird Kiš nicht mehr in den schriftlichen Quellen erwähnt. Archäologische Quellen zeigen aber eine weiter florierende Stadt bis zur Sassaniden-Zeit.

### Seleukiden (305–129 v. Chr.) Arsakiden (ca. 240 v. Chr.–224 n. Chr.)
Die Stadt Kisch wird nicht mehr besonders erwähnt.

### Sassaniden Zeit 224 – 640
In Kiš, im Ausgrabungsbereich H, wurde eine Sassanidensiedlung errichtet.

### Ilchanische Dynastie 1256–1335
Etwa um das Jahr 1335 zum Ende der Ilchanischen Dynastie wurde Kisch von den Mongolen zerstört und danach nicht mehr besiedelt.

## Berühmte Herrscher von Kiš

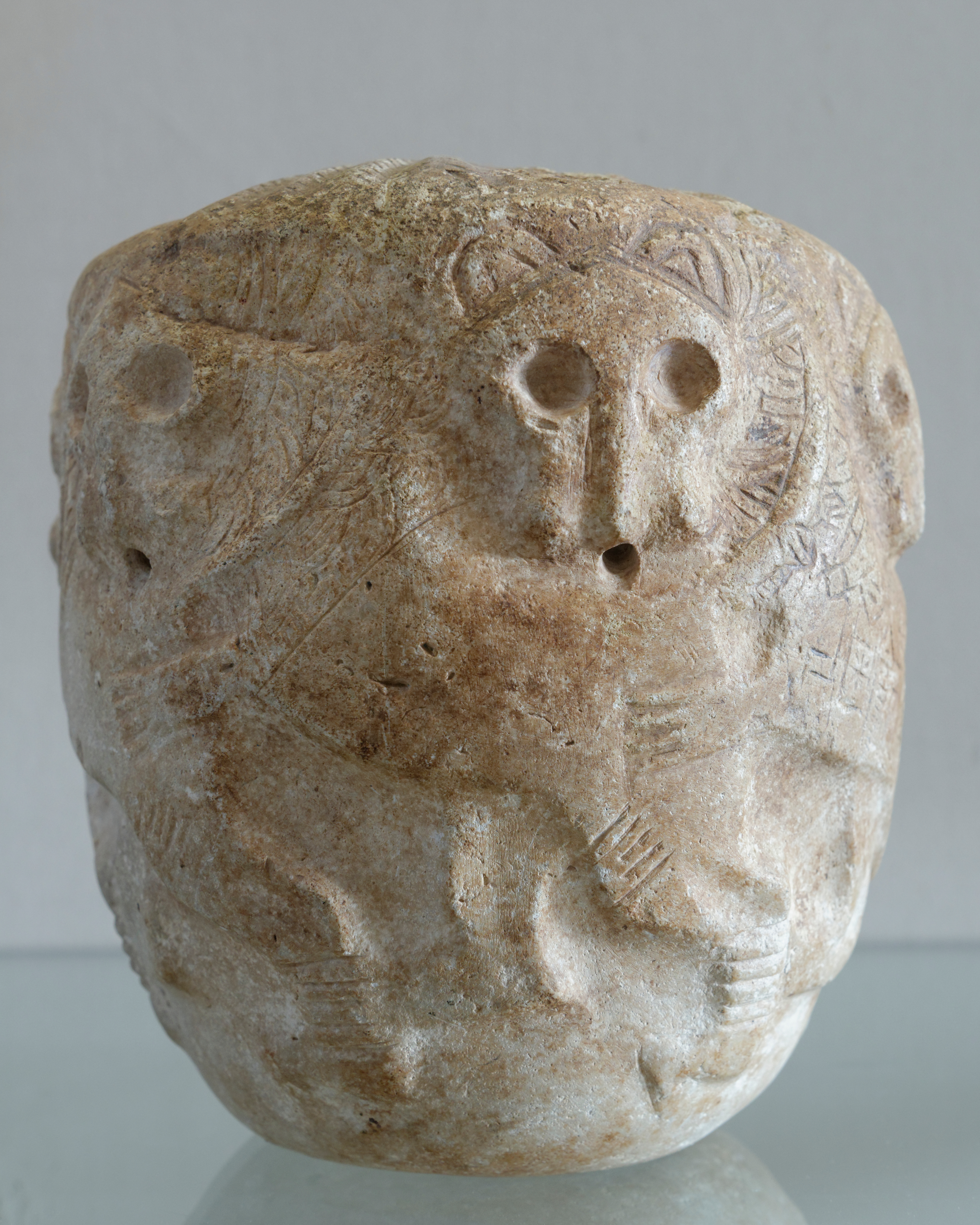
Keulenkopf des Mesilim, König von Kiš Louvre AO2349

- Etana, „der Hirte, der vom Himmel herabgestiegen ist“, war nach der sumerischen Königsliste der erste Herrscher im Zweistromland nach der Flut. Seine Stadt war Kiš. Nach der sumerischen Königsliste regierte er 1560 Jahre. Wahrscheinlich sind jedoch 30 Jahre realistisch. Er ist Hauptakteur im sogenannten „Etana Mythos“.[15]
- Mebaragesi (ca. 2615 v. Chr. – ca. 2585 v. Chr.). Die Tummal-Inschrift besagt über ihn, dass er den Tempel des Enlil in Nippur errichten ließ, und damit nicht nur König von Kiš war, sondern auch Herrscher über Nippur sein musste. Sein Sohn war König Agga von Kis.[15]
- Agga von Kis (ca. 2585 v. Chr. – um 2550 v. Chr.) war der Widersacher von Gilgamesch in dem Mythos „Gilgamesch und Agga“. Das Epos zeigt, auch wenn Agga darin verliert, dass Uruk der Herrschaft von Kiš unterstand. Laut der Tummal-Inschrift errichtete Agga den Ninliltempel in Nippur und muss damit auch Herrscher über Nippur gewesen sein. Mit dem Ende seiner Herrschaft verging der Ruhm der Könige von Kiš. Der Titel „König von Kiš“ war aber weiterhin sehr begehrt und viele Eroberer von Kiš gaben sich diesen Titel.[15]
- Mesilim (ca. 2600 v. Chr.) war ein Herrscher, der nicht auf der sumerischen Königsliste genannt wird und wohl ursprünglich nicht aus Kiš, sondern aus Der stammte. Aber durch viele Votivgaben und durch seine historische Intervention im Lagaš-Umma-Krieg blieb er für die Nachwelt erhalten. Berühmt ist der Keulenkopf des Mesilim, der seinen Titel „König von Kiš“ trägt.
- Ku-baba (ca. 2400 v. Chr.), „die Barfrau“, war die einzige weibliche Herrscherin über Kiš und in der sumerischen Königsliste. Sie stellte die einzige Person der dritten Dynastie von Kis dar, und ihre Nachkommen bildeten die vierte Dynastie von Kiš. In der Königsliste wird berichtet, dass sie von Marduk von einer Barfrau zur Königin von Kiš gemacht wurde, nachdem Kiš im Machtkampf mit Uruk unterlegen war. Wie weit diese Erzählung einen historischen Hintergrund hat, ist bis heute nicht geklärt. Einige Wissenschaftler sind der Meinung, dass sie nachträglich soweit mystifiziert wurde, dass sie als die Göttin Kubaba bzw. Kubebbe und Kybele verehrt wurde.[15][16][17][1]
- Sargon I von Akkad (2356 v. Chr. – 2300 v. Chr.) war einer der berühmtesten Herrscher der Akkadzeit. Mit ihm begann die Dynastie von Akkade und die Vorherrschaft der semitischen Bevölkerung. Der Legende nach war er der Mundschenk von Ur-Zababa aus der vierten Dynastie von Kis, den er aber entthronte und sich selber zum Herrscher von Kiš machte. Anschließend eroberte er verschiedene Stadtstaaten und gründete die bis heute unauffindbare Stadt Akkad als Zentrum seines akkadischen Reiches.[12]